# بریتانیکا زندگی‌نامه
بریتانیکا زندگی‌نامه خلاصه بیوگرافی چند جلدی بود، که آن را "جاه‌طلبانه‌ترین تلاش در نیمۀ دوم قرن هجدهم برای مستندسازی زندگی مردان و زنان برجسته بریتانیایی" می‌دانند.  چاپ اول که توسط ویلیام اولدیس (1696-1761) تا پیش از مرگ وی ویرایش شد، در 6 جلد (ششمین جلد دو بخشی بود و گاهی جلد دوم را به عنوان جلد 7 فهرست بندی می‌کنند) بین سال‌های 1747 و 1766 منتشر شد.  ویراستار دو بخش جلد ششم (1763 و 1766) نامشخص است. پنج جلد از ویرایش دوم به صورت ناقص، توسط اندرو کیپیس (1725-1795) با کمک جوزف تاورز (1737-1799)، بین سال های 1778 و 1793 انجام و منتشر شد و از Aa تا Fa نامگذاری شد. جلد ششم هم برای چاپ آماده شد و ممکن است منتشر شده باشد، اما اکنون اثری از آن نیست. 
مشارکت کنندگان شامل توماس بروتون و جان کمپبل، گردآورنده کتاب زندگی دریاسالارها (1742) بودند.

## لینک های خارجی
- Oldys, William (1747). Biographia Britannica. Vol. I (1st ed.). W. Innys.
- Oldys, William (1748). Biographia Britannica. Vol. II (1st ed.). W. Innys.
- Oldys, William (1750). Biographia Britannica. Vol. III (1st ed.). W. Innys.
- Oldys, William (1757). Biographia Britannica. Vol. IV (1st ed.). W. Innys.
- Oldys, William (1760). Biographia Britannica. Vol. V (1st ed.). W. Innys.
- Oldys, William (1763). Biographia Britannica. Vol. VI-1 (1st ed.). W. Innys.
- Oldys, William (1766). Biographia Britannica. Vol. VI-2 (1st ed.). W. Innys.
- Kippis, Andrew (1778). Biographia Britannica. Vol. I (2nd ed.). W. and A. Strahan.
- Kippis, Andrew (1780). Biographia Britannica. Vol. II (2nd ed.). W. and A Strahan.
- Kippis, Andrew (1784). Biographia Britannica. Vol. III (2nd ed.). John Rivington, jr.
- Kippis, Andrew (1789). Biographia Britannica. Vol. IV (2nd ed.). Rivington and Marshall.
- Kippis, Andrew (1793). Biographia Britannica. Vol. V (2nd ed.). Strahan.